# 1884 au Nouveau-Brunswick
Chronologie du Nouveau-Brunswick
- 1880
- 1881
- 1882
- 1883
- 1884
- 1885
- 1886
- 1887
- 1888

Cette page concerne des événements d'actualité qui se sont produits durant l'année 1884 dans la province canadienne du Nouveau-Brunswick.

## Événements
- 29 juin : le conservateur Thomas Temple remporte l'élection partielle fédérale de York à la suite de la mort de John Pickard le 17 décembre 1883.

## Naissances
- 2 juillet : James Edward Jack Patterson, député.
- 7 septembre : Lorne Joseph Violette, député.

## Décès
- John Ferris, député.
- 29 décembre : William Muirhead, sénateur.